# Walter F. Tichy
Walter Franz Tichy (* 22. April 1952 in Bad Reichenhall) war bis Anfang 2022 Professor am Karlsruher Institut für Technologie und Mitglied der kollegialen Leitung des Instituts für Programmstrukturen und Datenorganisation (IPD). Der Softwareentwicklungs-Community ist er hauptsächlich als der erste Entwickler des Revision Control Systems (RCS) bekannt.

## Karriere und Forschung
Nach der Erlangung eines Bachelor of Science an der Technischen Universität München (1974) absolvierte Tichy ein Masterprogramm an der Carnegie-Mellon Universität in Pittsburgh (1976) und wurde dort 1980 bei Arie Habermann promoviert (Ph.D.) mit der Dissertation Software Development Control Based on System Structure Description.
Von August 1979 bis Juni 1985 war er Assistant Professor an der Purdue University.
Seine gegenwärtigen Forschungsprojekte betreffen experimentelle Methoden der Informatik und des Softwareingenieurwesens, die Softwarearchitektur und Modellforschung, das Softwarekonfigurations-Management, Cluster Computing, Compiler- und Programmierumgebungen für parallele Computer sowie optisch-elektronische Verbindungen.

## Schriften (Auswahl)
- Design, implementation, and evaluation of a revision control system, Proceedings of the 6th international conference on Software engineering, 1982, S. 58–67
- The string-to-string correction problem with block moves, ACM Transactions on Computer Systems (TOCS), Band 2, 1984, S. 309–321
- RCS—a system for version control, Software: Practice and Experience, Band 15, 1985, S. 637–654
- Tools for Software Configuration Management, Proceedings from International Workshop on Software Version and Configuration Control, Grassau, 1988
- Herausgeber: Configuration Management, Wiley 1994
- mit P. Lukowicz, L. Prechelt, E.A. Heinz: Experimental evaluation in computer science: A quantitative study, Journal of Systems and Software, Band 28, 1995, S. 9–18
- Should computer scientists experiment more?, Computer, Band 31, 1998, S. 32–40
- mit M. M. Müller: Case study: extreme programming in a university environment, Proceedings of the 23rd International Conference on Software Engineering (ICSE), 2001.
- mit L. Prechelt, B. Unger, P. Brossler, L. G. Votta: A controlled experiment in maintenance: comparing design patterns to simpler solutions, IEEE transactions on Software Engineering, Band 27, 2002, S. 1134–1144